# Cyberatak na Dyn

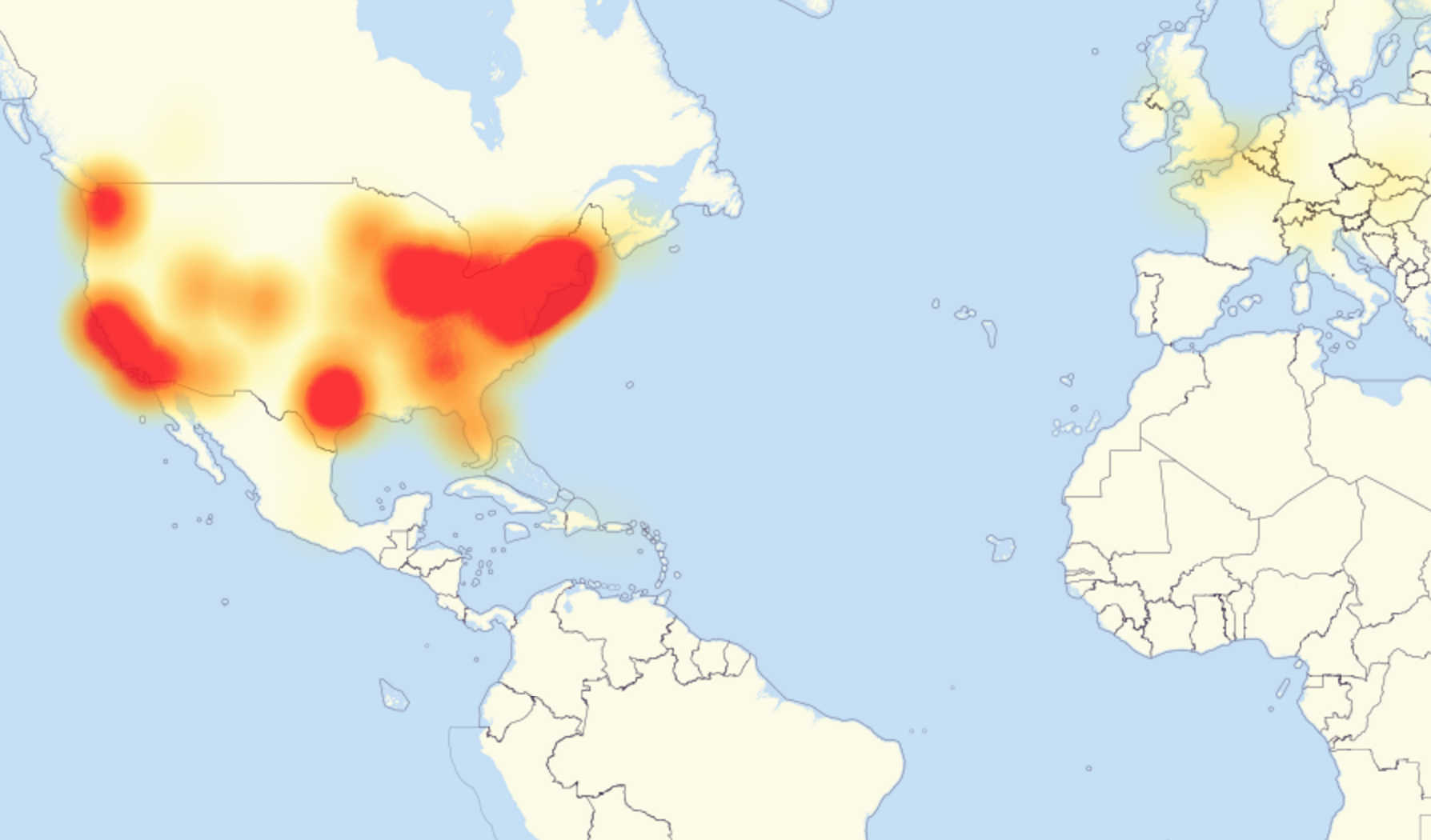
Obszary najbardziej dotknięte atakami (16:45 UTC, 21 października 2016)

Cyberatak na Dyn – seria ataków komputerowych skierowana na serwery amerykańskiego przedsiębiorstwa Dyn, do których doszło w 2016 roku w Stanach Zjednoczonych i w Europie. Ta seria była jednym z najpoważniejszych i zakrojonych na szeroką skalę ataków cybernetycznych w historii, do której wykorzystano sieć botów (Mirai). Według stanu na 2018 rok był to najpoważniejszy atak DDoS w historii.
Przyczyną rozległego paraliżu internetowego były ataki DDoS na systemy DNS, które są odpowiedzialne za tłumaczenie adresów domen na adresy właściwych serwerów, na których znajdują się m.in. strony internetowe. Usługi w zakresie obsługi takiego systemu świadczyło przedsiębiorstwo Dyn. Jak później stwierdził James Norton, wykładowca na amerykańskim Uniwersytecie Johnsa Hopkinsa, te zorganizowane działania hakerskie pozwoliły zobrazować, jak zmasowany atak na kluczowe węzły internetowe może spowodować poważny paraliż poszczególnych ogniw globalnej sieci internetowej.

## Szczegóły
Zmasowana seria ataków nastąpiła 21 października 2016 roku. W wyniku ataku przeciążeniu uległy serwery przedsiębiorstwa Dyn (siedziba: Manchester), które świadczyło usługi internetowe zapewniające funkcjonowanie globalnych serwisów internetowych, takich jak: PayPal, Netflix, Spotify, Reddit, „The New York Times” oraz Wired. Hakerskimi działaniami dotknięci zostali także użytkownicy serwisów społecznościowych, m.in. Twittera, którzy zgłaszali problemy w korzystaniu z usług komunikatora. Do nieprawidłowości doszło też w funkcjonowaniu amerykańskiego sklepu wysyłkowego Amazon, którego przedstawiciele zgłosili, że tego dnia doszło do kilkugodzinnej przerwy w działaniu ich platformy sprzedażowej. Cyberprzestępcy wykorzystali miliony różnych urządzeń, które były podłączone z internetem. Spowodowana przerwa była odczuwalna przez miliony internautów, głównie w Stanach Zjednoczonych i w Europie Zachodniej.
Liczbę botów, które wzięły udział w ataku, oszacowano na blisko 100 tysięcy i były geograficznie rozproszone. Prawdopodobnie część z nich była zlokalizowana w Polsce, ponieważ eksperci od cyberbezpieczeństwa odnotowali aktywność sieci botów.
Według ustaleń śledczych produkowane przez chińskie przedsiębiorstwo Hangzhou Xiongmai kamery internetowe wykorzystano do przeprowadzenia tego cyberataku (później producent urządzeń zapowiedział akcję serwisową na terenie Stanów Zjednoczonych). Eksperci zajmujący się cyberbezpieczeństwem wyjaśnili, że hakerzy wykorzystali niezmienione przez użytkowników hasła ustawione fabrycznie przez producenta, przez co były łatwe do odgadnięcia. W trakcie ataku przestępcy wykorzystali również inne urządzenia działające w systemie internetu rzeczy (IoT).

### Chronologia ataków
Jeszcze tego samego dnia, którego doszło do tych zmasowanych działań o charakterze przestępczym, przedstawiciele przedsiębiorstwa Dyn stwierdzili, że cyberatak nastąpił w dwu falach. Pierwszy spowodował zakłócenie wszystkich operacji na okres blisko dwóch godzin.
W odstępie kilkudziesięciu minut od pierwszego uderzenia dokonano drugiego ataku, który spowodował kolejne zakłócenia i nieprawidłowości w działaniu serwerów. Według rzeczników amerykańskiej firmy na skutek serii ataków hakerskich uszkodzona została informatyczna infrastruktura na rozległym obszarze Wschodniego Wybrzeża Stanów Zjednoczonych.

## Inicjatorzy akcji
Do ataku z 2016 roku przyznali się członkowie grupy New World Hackers, którzy ujawnili się za pośrednictwem Twittera. Przestępcy wykorzystali zorganizowaną sieć komputerów zombie, za pomocą której przesłano na serwery firmy Dyn ok. 1,2 terabita danych w ciągu jednej sekundy.